# Налбари (округ)

Округа Ассама (5 — Налбари)

Налбари (хинди नलबाड़ी जिला; англ. Nalbari) — округ в индийском штате Ассам. Образован 14 августа 1985 года из части округа Камруп. Административный центр — город Налбари. Площадь округа — 2257 км². По данным всеиндийской переписи 2001 года население округа составляло 1 148 824 человека. Уровень грамотности взрослого населения составлял 67,2 %, что выше среднеиндийского уровня (59,5 %). Доля городского населения составляла 2,4 %.
Занимает территорию дуаров к северу от Брахмапутры.
7 декабря 2003 года в результате соглашения с ассамским сопротивлением Бодоланда было образовано Территориальное Объединение Бодоланд в составе штата Ассам, в которое также вошёл новообразованный округ Бакса, в который были включены северные районы округа Налбари.
После образования Бодоланда округ перестал граничить с Бутаном.